# ウォーハンマー

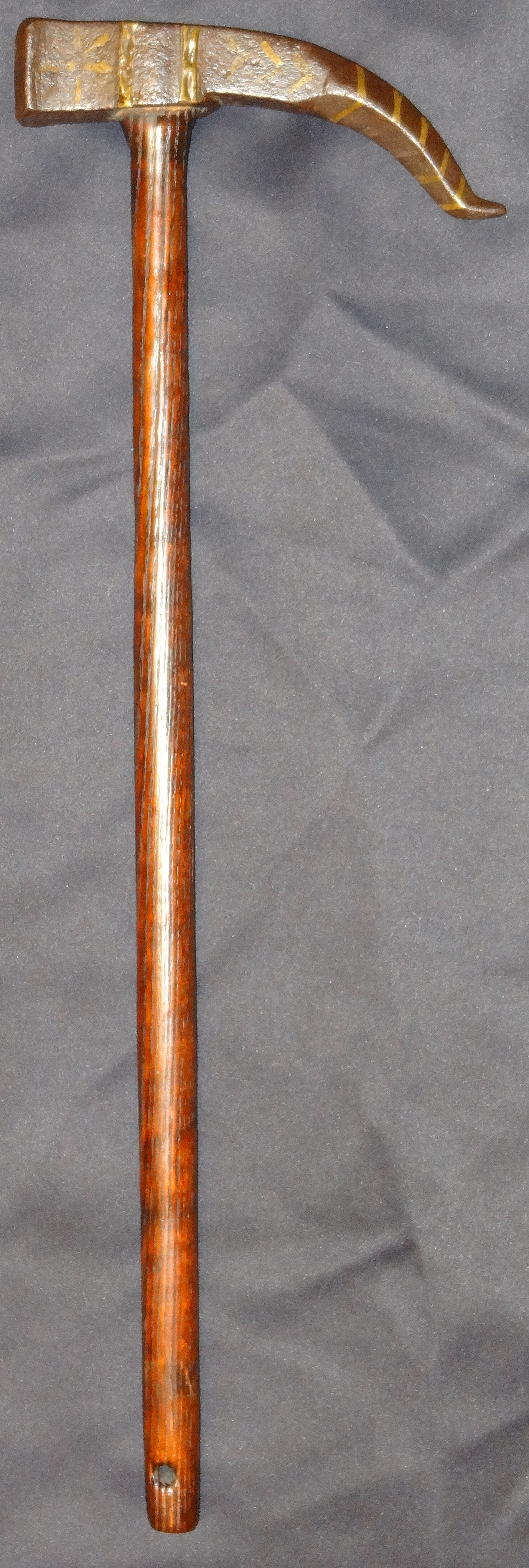
ウォーハンマー

ウォーハンマー（英語: war hammer）とは、鎚状の柄頭を備えた打撃用武器である。日本語では戦鎚（せんつい）と訳される。狭義では特に中世のヨーロッパでかつて用いられた戦鎚類を指す。

## 概要
基本的な構造は槌と同様で、柄の先に直角に接合された頭（鎚頭、槌頭または柄頭）を備え、頭の両端のどちらかを相手に打ち付けるよう振って使用する。頭の形状を大別すると、直方体や円筒型で頭の両端が平らな両口型と、片方を平らにして反対側を鋭利な爪状や斧状とした片口型の二種類があるが、両口のものはあまり見られず、片口のものが主流であった。打撃を与える面には、凹凸を施したり、平面とせずに円錐形にしたものもあり、面積を小さくして衝撃力を集中させ、威力を高めており、鎧や兜の上からもダメージを与えられるよう作られている。
北欧神話では戦神トールが携える武器として、ミョルニルという名のハンマーが登場する。日本では武蔵坊弁慶が持っていた7種の武器、いわゆる「弁慶の七つ道具」の一つにも、大槌が含まれていたと伝えられている。

## 武器としての成立と発展
槌は旧石器時代から使用されていた人類の基本的な工具の一つで、道具としてのみならず狩猟や戦闘にも使用された。軍隊でも杭を打つのに使用する陣地作成に欠かせない工具であり、急場では戦闘にも用いられたものの、純粋に戦闘用としての槌、武器としての鎚が開発、発達したのは中世のヨーロッパが中心となっている。11世紀以降のヨーロッパでは金属製鎧による重装化が進み、十字軍の戦訓などから、それら堅固な鎧にも有効な打撃武器が見直される動きが起きた。ウォーハンマーも打撃用武器の一つとして13世紀頃から使われはじめ、14世紀から16世紀にかけては一般的な武器の一つになっていた。最初は対騎兵用に歩兵が両手で使用する長柄武器として登場し、その後、騎兵が下馬した際の補助武器として、さらに、馬上で使用できるように小型化されたものが登場した。
その後、銃が登場すると大型の武器は廃れたが、その後も騎兵用ウォーハンマーはハンガリーやロシアなどの東欧地域でしばらくの間、使われ続けた。
日本では古来掛矢（かけや）と呼ばれる、樫などで作られた大型の木槌が普及していたが、軍陣では杭打ちや陣地の構築などに用いられた工具としてのほかに、城門や障害物を破壊する武器として用いられた。赤穂浪士による吉良邸への討入時に、門扉を破るのに使用された。